# Kyrill Terlecki

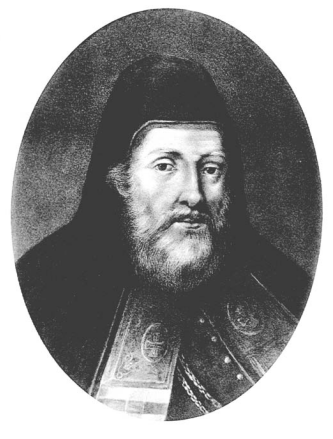
Bischof Cyrillus

Kyrill Terlecki (lateinisch Cyrillus episcopus; * Anfang der 1540er-Jahre im Großfürstentum Litauen; † 1607 in Luzk, Königreich Polen-Litauen) war orthodoxer Bischof von Pinsk (1575–1585) und Luzk (1585–1596) und unierter Bischof von Luzk (1596–1607). Er war einer der führenden Vertreter der Union von Brest 1596.

## Leben
Kyrill Terlecki wurde wahrscheinlich Anfang der 1540er Jahre in einer adligen Familie in oder bei Pinsk geboren. Eine umfangreiche Bildung erhielt er nicht. In den 1560er Jahren war er Erzpriester in Pinsk. Nach dem Tod seiner Frau wurde er Mönch und nahm den geistlichen Namen Kyrill an.
1572 wurde er orthodoxer Bischof von Pinsk und Turow. Er setzte sich sehr für die Rechte der Kirche und des orthodoxen Klerus ein. 1585 wurde er Bischof von Luzk. 1591 wurde er zum ersten Exarchen in Ruthenien durch Patriarch Jeremias II. von Konstantinopel ernannt.
1595 verhandelte er mit Vertretern des polnischen Königs und dem Apostolischen Nuntius über eine Union der ruthenischen orthodoxen Eparchien mit der römisch-katholischen Kirche. Anschließend reiste er mit Bischof Hypatios Pociej nach Rom, wo sie die Zustimmung von Papst Clemens VIII. erhielten. Im Oktober 1596 unterschrieb er die Union mit anderen orthodoxen Geistlichen.
Er blieb Bischof von Luzk der unierten Kirche bis zu seinem Tod 1607.